# Nadja Zupan Hajna
Nadja Zupan Hajna, slovenska raziskovalka, geologinja, krasoslovka, * 16. marec 1962, Jesenice.
V Kranju je končala gimnazijo. Leta 1981 se je vpisala na Oddelek za geologijo Naravoslovnotehniške fakultete v Ljubljani. Študij je končala leta 1987. Na isti fakulteti je nadaljevala študij kot mlada raziskovalka in leta 1990 magistrirala iz geoloških znanosti in leta 2002 doktorirala z doktorsko tezo z naslovom »Razmerje med avtohtono kemijsko in mehansko erozijo pri nastajanju kraških rovov«, ki je bila posvečena raztapljanju v jamah in produkciji karbonatnih klastičnih jamskih sedimentov. Leta 1991 je prejela slovensko štipendijo Republiškega sekretariata za raziskovalno dejavnost in tehnologijo za usposabljanje na univerzi McMaster v Hamiltonu, Kanada. Od leta 1987 je zaposlena na Inštitutu za raziskovanje krasa Znanstvenoraziskovalnega centra Slovenske akademije znanosti in umetnosti. V letih 2004 do 2010 je bila dodatno zaposlena na Univerzi na Primorskem, FHŠ na Oddelku za geografijo in od leta 2010 do 2011 na Univerzi v Novi Gorici, Fakulteti za podiplomske študije.
Osnovno področje njenega raziskovalnega dela je kraška geologija, kjer se ukvarja s karbonatno litologijo in preperevanjem, kraškimi sedimentacijskimi okolji, mineralogijo kraških sedimentov in njihovo starostjo ter kraško geomorfologijo. Vključena je v raziskovalni program Raziskovanje krasa in več raziskovalnih in aplikativnih projektov. Znanstveno se ukvarja predvsem z mineraloškimi analizami klastičnih jamskih sedimentov, analizami mineralne in kristalne sestave sige v jamah in paleomagnetnimi analizami jamskih sedimentov skupaj s češkimi raziskovalci.
31. julija 2022 je bila izvoljena za predsednico Mednarodne speleološke zveze.